# Ronde van Vlaanderen 2019
103. edycja wyścigu kolarskiego Ronde van Vlaanderen, która odyła się 7 kwietnia 2019 roku na trasie liczącej 270 km. Start wyścigu wyznaczono w Antwerpii, a metę w Oudenaarde. Wyścig jest częścią UCI World Tour 2019. 

## Uczestnicy

### Drużyny
W wyścigu wzięło udział 25 ekip: osiemnaście drużyn należących do UCI WorldTeams i siedem zespołów zaproszonych przez organizatorów z tzw. "dziką kartą", należących do UCI Professional Continental Teams.
| WorldTeams (18)- AG2R La Mondiale - Astana - Bahrain-Merida - Bora-hansgrohe - CCC Team - Deceuninck-Quick Step - Dimension Data - EF Education First - Groupama-FDJ - Team Jumbo-Visma - Lotto Soudal - Mitchelton-Scott - Movistar Team - Katusha-Alpecin - Sky - Team Sunweb - Trek-Segafredo - UAE Team Emirates Professional continental teams (7)- Direct Énergie - Cofidis, Solutions Crédits - Corendon-Circus - Wanty-Groupe Gobert - Roompot-Charles - Vital Concept-B&B Hotels - Sport Vlaanderen-Baloise |
| |

### Lista startowa
| Direct Énergie TDE | Direct Énergie TDE     | Direct Énergie TDE |
| ------------------ | ---------------------- | ------------------ |
| Nr                 | Kolarz                 | Miejsce            |
| 1                  | Niki Terpstra (NED)    | DNF                |
| 2                  | Lilian Calmejane (FRA) | 40.                |
| 3                  | Anthony Turgis (FRA)   | 97.                |
| 4                  | Damien Gaudin (FRA)    | 23.                |
| 5                  | Pim Ligthart (NED)     | DNF                |
| 6                  | Alexandre Pichot (FRA) | 89.                |
| 7                  | Adrien Petit (FRA)     | 26.                |

| Movistar Team MOV | Movistar Team MOV                | Movistar Team MOV |
| ----------------- | -------------------------------- | ----------------- |
| Nr                | Kolarz                           | Miejsce           |
| 11                | Alejandro Valverde (ESP) (szosa) | 8.                |
| 12                | Imanol Erviti (ESP)              | 43.               |
| 13                | Lluís Mas (ESP)                  | 123.              |
| 14                | Nelson Oliveira (POR)            | 45.               |
| 15                | Jürgen Roelandts (BEL)           | 68.               |
| 16                | Jasha Sütterlin (GER)            | 22.               |
| 17                | Jaime Castrillo (ESP)            | 90.               |

| Deceuninck-Quick Step DQT | Deceuninck-Quick Step DQT   | Deceuninck-Quick Step DQT |
| ------------------------- | --------------------------- | ------------------------- |
| Nr                        | Kolarz                      | Miejsce                   |
| 21                        | Yves Lampaert (BEL) (szosa) | 17.                       |
| 22                        | Philippe Gilbert (BEL)      | DNF                       |
| 23                        | Bob Jungels (LUX) (szosa)   | 16.                       |
| 24                        | Iljo Keisse (BEL)           | 105.                      |
| 25                        | Tim Declercq (BEL)          | 113.                      |
| 26                        | Kasper Asgreen (DEN)        | 2.                        |
| 27                        | Zdeněk Štybar (CZE)         | 36.                       |

| Lotto-Soudal LTS | Lotto-Soudal LTS        | Lotto-Soudal LTS |
| ---------------- | ----------------------- | ---------------- |
| Nr               | Kolarz                  | Miejsce          |
| 31               | Tiesj Benoot (BEL)      | 9.               |
| 32               | Frederik Frison (BEL)   | DNF              |
| 33               | Jens Keukeleire (BEL)   | 12.              |
| 34               | Nikolas Maes (BEL)      | DNF              |
| 35               | Lawrence Naesen (BEL)   | DNF              |
| 36               | Brian van Goethem (NED) | DNF              |
| 37               | Tim Wellens (BEL)       | 34.              |

| Bora-Hansgrohe BOH | Bora-Hansgrohe BOH              | Bora-Hansgrohe BOH |
| ------------------ | ------------------------------- | ------------------ |
| Nr                 | Kolarz                          | Miejsce            |
| 41                 | Peter Sagan (SVK) (szosa)       | 11.                |
| 42                 | Marcus Burghardt (GER)          | 84.                |
| 43                 | Andreas Schillinger (GER)       | DNF                |
| 44                 | Juraj Sagan (SVK)               | 115.               |
| 45                 | Daniel Oss (ITA)                | 49.                |
| 46                 | Lukas Pöstlberger (AUT) (szosa) | 74.                |
| 47                 | Maciej Bodnar (POL)             | 124.               |

| AG2R La Mondiale ALM | AG2R La Mondiale ALM             | AG2R La Mondiale ALM |
| -------------------- | -------------------------------- | -------------------- |
| Nr                   | Kolarz                           | Miejsce              |
| 51                   | Oliver Naesen (BEL)              | 7.                   |
| 52                   | Nico Denz (GER)                  | 122.                 |
| 53                   | Silvan Dillier (SUI)             | 54.                  |
| 54                   | Julien Duval (FRA)               | DNF                  |
| 55                   | Stijn Vandenbergh (BEL)          | 20.                  |
| 56                   | Gediminas Bagdonas (LTU) (szosa) | DNF                  |
| 57                   | Dorian Godon (FRA)               | 86.                  |

| CCC Team CPT | CCC Team CPT                   | CCC Team CPT |
| ------------ | ------------------------------ | ------------ |
| Nr           | Kolarz                         | Miejsce      |
| 61           | Greg Van Avermaet (BEL)        | 10.          |
| 62           | Michael Schär (SUI)            | 66.          |
| 63           | Gijs Van Hoecke (BEL)          | 119.         |
| 64           | Nathan Van Hooydonck (BEL)     | 61.          |
| 65           | Guillaume Van Keirsbulck (BEL) | 73.          |
| 66           | Kamil Gradek (POL)             | DNF          |
| 67           | Łukasz Wiśniowski (POL)        | 71.          |

| EF Education First EF1 | EF Education First EF1    | EF Education First EF1 |
| ---------------------- | ------------------------- | ---------------------- |
| Nr                     | Kolarz                    | Miejsce                |
| 71                     | Sep Vanmarcke (BEL)       | 25.                    |
| 72                     | Matti Breschel (DEN)      | 80.                    |
| 73                     | Sebastian Langeveld (NED) | 15.                    |
| 74                     | Sacha Modolo (ITA)        | DNF                    |
| 75                     | Taylor Phinney (USA)      | DNF                    |
| 76                     | Thomas Scully (NZL)       | 50.                    |
| 77                     | Alberto Bettiol (ITA)     | 1.                     |

| Mitchelton-Scott MTS | Mitchelton-Scott MTS          | Mitchelton-Scott MTS |
| -------------------- | ----------------------------- | -------------------- |
| Nr                   | Kolarz                        | Miejsce              |
| 81                   | Matteo Trentin (ITA) (szosa)  | 21.                  |
| 82                   | Edoardo Affini (ITA)          | DNF                  |
| 83                   | Robert Stannard (AUS)         | DNF                  |
| 84                   | Michael Hepburn (AUS)         | DNF                  |
| 85                   | Christopher Juul-Jensen (DEN) | 96.                  |
| 86                   | Luka Mezgec (SLO)             | 95.                  |
| 87                   | Jack Bauer (NZL)              | 75.                  |

| Astana AST | Astana AST                | Astana AST |
| ---------- | ------------------------- | ---------- |
| Nr         | Kolarz                    | Miejsce    |
| 91         | Davide Ballerini (ITA)    | DNF        |
| 92         | Żandos Biżygitow (KAZ)    | DNF        |
| 93         | Laurens De Vreese (BEL)   | 72.        |
| 94         | Jewgienij Gidicz (KAZ)    | DNF        |
| 95         | Daniił Fominych (KAZ)     | 94.        |
| 96         | Hugo Houle (CAN)          | 85.        |
| 97         | Magnus Cort Nielsen (DEN) | 108.       |

| Bahrain-Merida TBM | Bahrain-Merida TBM        | Bahrain-Merida TBM |
| ------------------ | ------------------------- | ------------------ |
| Nr                 | Kolarz                    | Miejsce            |
| 101                | Heinrich Haussler (AUS)   | 33.                |
| 102                | Iván García Cortina (ESP) | 24.                |
| 103                | Kristijan Koren (SLO)     | 47.                |
| 104                | Matej Mohorič (SLO)       | 41.                |
| 105                | Sonny Colbrelli (ITA)     | 30.                |
| 106                | Marcel Sieberg (GER)      | 63.                |
| 107                | Jan Tratnik (SLO)         | 87.                |

| Groupama-FDJ GFC | Groupama-FDJ GFC               | Groupama-FDJ GFC |
| ---------------- | ------------------------------ | ---------------- |
| Nr               | Kolarz                         | Miejsce          |
| 111              | Arnaud Démare (FRA)            | 28.              |
| 112              | Antoine Duchesne (CAN) (szosa) | 100.             |
| 113              | Jacopo Guarnieri (ITA)         | DNF              |
| 114              | Ignatas Konovalovas (LTU)      | DNF              |
| 115              | Stefan Küng (SUI)              | 44.              |
| 116              | Olivier Le Gac (FRA)           | 64.              |
| 117              | Ramon Sinkeldam (NED)          | 114.             |

| Dimension Data TDD | Dimension Data TDD                | Dimension Data TDD |
| ------------------ | --------------------------------- | ------------------ |
| Nr                 | Kolarz                            | Miejsce            |
| 121                | Edvald Boasson Hagen (NOR)        | 32.                |
| 122                | Lars Bak (DEN)                    | 125.               |
| 123                | Bernhard Eisel (AUT)              | 117.               |
| 124                | Michael Valgren (DEN)             | 102.               |
| 125                | Reinardt Janse van Rensburg (RSA) | 55.                |
| 126                | Jay Robert Thomson (RSA)          | DNF                |
| 127                | Julien Vermote (BEL)              | 52.                |

| Team Jumbo-Visma TJV | Team Jumbo-Visma TJV        | Team Jumbo-Visma TJV |
| -------------------- | --------------------------- | -------------------- |
| Nr                   | Kolarz                      | Miejsce              |
| 131                  | Wout van Aert (BEL)         | 14.                  |
| 132                  | Amund Grøndahl Jansen (NOR) | 99.                  |
| 133                  | Mike Teunissen (NED)        | 31.                  |
| 134                  | Pascal Eenkhoorn (NED)      | 62.                  |
| 135                  | Taco van der Hoorn (NED)    | 59.                  |
| 136                  | Danny van Poppel (NED)      | DNF                  |
| 137                  | Maarten Wynants (BEL)       | 103.                 |

| Katusha-Alpecin TKA | Katusha-Alpecin TKA        | Katusha-Alpecin TKA |
| ------------------- | -------------------------- | ------------------- |
| Nr                  | Kolarz                     | Miejsce             |
| 141                 | Jens Debusschere (BEL)     | 35.                 |
| 142                 | Jenthe Biermans (BEL)      | DNF                 |
| 143                 | Marco Haller (AUT)         | 53.                 |
| 144                 | Reto Hollenstein (SUI)     | 82.                 |
| 145                 | Wiaczesław Kuzniecow (RUS) | 79.                 |
| 146                 | Nils Politt (GER)          | 5.                  |
| 147                 | Rick Zabel (GER)           | DNF                 |

| Team Sky SKY | Team Sky SKY           | Team Sky SKY |
| ------------ | ---------------------- | ------------ |
| Nr           | Kolarz                 | Miejsce      |
| 151          | Gianni Moscon (ITA)    | 42.          |
| 152          | Owain Doull (GBR)      | 83.          |
| 153          | Christian Knees (GER)  | 48.          |
| 154          | Filippo Ganna (ITA)    | 98.          |
| 155          | Luke Rowe (GBR)        | 27.          |
| 156          | Ian Stannard (GBR)     | 76.          |
| 157          | Dylan van Baarle (NED) | 18.          |

| Team Sunweb SUN | Team Sunweb SUN              | Team Sunweb SUN |
| --------------- | ---------------------------- | --------------- |
| Nr              | Kolarz                       | Miejsce         |
| 161             | Michael Matthews (AUS)       | 6.              |
| 162             | Roy Curvers (NED)            | 107.            |
| 163             | Nikias Arndt (GER)           | DNF             |
| 164             | Asbjørn Kragh Andersen (DEN) | DNF             |
| 165             | Søren Kragh Andersen (DEN)   | DNF             |
| 166             | Casper Pedersen (DEN)        | 112.            |
| 167             | Cees Bol (NED)               | DNF             |

| Trek-Segafredo TFS | Trek-Segafredo TFS   | Trek-Segafredo TFS |
| ------------------ | -------------------- | ------------------ |
| Nr                 | Kolarz               | Miejsce            |
| 171                | Jasper Stuyven (BEL) | 19.                |
| 172                | John Degenkolb (GER) | 29.                |
| 173                | Alex Kirsch (LUX)    | 120.               |
| 174                | Kiel Reijnen (USA)   | DNF                |
| 175                | Mads Pedersen (DEN)  | DNF                |
| 176                | Koen de Kort (NED)   | 101.               |
| 177                | Edward Theuns (BEL)  | 57.                |

| UAE Team Emirates UAD | UAE Team Emirates UAD              | UAE Team Emirates UAD |
| --------------------- | ---------------------------------- | --------------------- |
| Nr                    | Kolarz                             | Miejsce               |
| 181                   | Alexander Kristoff (NOR)           | 3.                    |
| 182                   | Fernando Gaviria (COL)             | 78.                   |
| 183                   | Jasper Philipsen (BEL)             | DNF                   |
| 184                   | Vegard Stake Laengen (NOR) (szosa) | 121.                  |
| 185                   | Marco Marcato (ITA)                | 104.                  |
| 186                   | Sven Erik Bystrøm (NOR)            | 38.                   |
| 187                   | Oliviero Troia (ITA)               | DNF                   |

| Cofidis, Solutions Crédits COF | Cofidis, Solutions Crédits COF | Cofidis, Solutions Crédits COF |
| ------------------------------ | ------------------------------ | ------------------------------ |
| Nr                             | Kolarz                         | Miejsce                        |
| 191                            | Filippo Fortin (ITA)           | DNF                            |
| 192                            | Christophe Laporte (FRA)       | DNF                            |
| 193                            | Cyril Lemoine (FRA)            | 92.                            |
| 194                            | Damien Touzé (FRA)             | 106.                           |
| 195                            | Bert Van Lerberghe (BEL)       | 111.                           |
| 196                            | Kenneth Vanbilsen (BEL)        | DNF                            |
| 197                            | Zico Waeytens (BEL)            | DNF                            |

| Corendon-Circus COC | Corendon-Circus COC                | Corendon-Circus COC |
| ------------------- | ---------------------------------- | ------------------- |
| Nr                  | Kolarz                             | Miejsce             |
| 201                 | Mathieu van der Poel (NED) (szosa) | 4.                  |
| 202                 | Stijn Devolder (BEL)               | 51.                 |
| 203                 | Lasse Norman Leth (DEN)            | DNF                 |
| 204                 | Roy Jans (BEL)                     | DNF                 |
| 205                 | Gianni Vermeersch (BEL)            | 69.                 |
| 206                 | Dries De Bondt (BEL)               | DNF                 |
| 207                 | Otto Vergaerde (BEL)               | 91.                 |

| Roompot-Charles ROC | Roompot-Charles ROC       | Roompot-Charles ROC |
| ------------------- | ------------------------- | ------------------- |
| Nr                  | Kolarz                    | Miejsce             |
| 211                 | Lars Boom (NED)           | DNF                 |
| 212                 | Jesper Asselman (NED)     | DNF                 |
| 213                 | Stijn Steels (BEL)        | 110.                |
| 214                 | Sjoerd van Ginneken (NED) | DNF                 |
| 215                 | Boy van Poppel (NED)      | 56.                 |
| 216                 | Senne Leysen (BEL)        | 93.                 |
| 217                 | Pieter Weening (NED)      | 46.                 |

| Sport Vlaanderen-Baloise SVB | Sport Vlaanderen-Baloise SVB | Sport Vlaanderen-Baloise SVB |
| ---------------------------- | ---------------------------- | ---------------------------- |
| Nr                           | Kolarz                       | Miejsce                      |
| 221                          | Piet Allegaert (BEL)         | 60.                          |
| 222                          | Thomas Sprengers (BEL)       | 67.                          |
| 223                          | Benjamin Declercq (BEL)      | 109.                         |
| 224                          | Dries Van Gestel (BEL)       | 13.                          |
| 225                          | Edward Planckaert (BEL)      | 118.                         |
| 226                          | Kenneth Van Rooy (BEL)       | DNF                          |
| 227                          | Jordi Warlop (BEL)           | 116.                         |

| Vital Concept-B&B Hotels VCB | Vital Concept-B&B Hotels VCB | Vital Concept-B&B Hotels VCB |
| ---------------------------- | ---------------------------- | ---------------------------- |
| Nr                           | Kolarz                       | Miejsce                      |
| 231                          | Kris Boeckmans (BEL)         | DNF                          |
| 232                          | Bert De Backer (BEL)         | 70.                          |
| 233                          | Adrien Garel (FRA)           | DNF                          |
| 234                          | Julien Morice (FRA)          | DNF                          |
| 235                          | Jérémy Lecroq (FRA)          | DNF                          |
| 236                          | Jimmy Turgis (FRA)           | 81.                          |
| 237                          | Jonas Van Genechten (BEL)    | 88.                          |

| Wanty-Gobert WGG | Wanty-Gobert WGG        | Wanty-Gobert WGG |
| ---------------- | ----------------------- | ---------------- |
| Nr               | Kolarz                  | Miejsce          |
| 241              | Frederik Backaert (BEL) | 65.              |
| 242              | Aimé De Gendt (BEL)     | 37.              |
| 243              | Tom Devriendt (BEL)     | DNF              |
| 244              | Andrea Pasqualon (ITA)  | 58.              |
| 245              | Xandro Meurisse (BEL)   | 77.              |
| 246              | Ludwig De Winter (BEL)  | DNF              |
| 247              | Loïc Vliegen (BEL)      | 39.              |

| Direct Énergie TDE | Direct Énergie TDE     | Direct Énergie TDE |
| ------------------ | ---------------------- | ------------------ |
| Nr                 | Kolarz                 | Miejsce            |
| 1                  | Niki Terpstra (NED)    | DNF                |
| 2                  | Lilian Calmejane (FRA) | 40.                |
| 3                  | Anthony Turgis (FRA)   | 97.                |
| 4                  | Damien Gaudin (FRA)    | 23.                |
| 5                  | Pim Ligthart (NED)     | DNF                |
| 6                  | Alexandre Pichot (FRA) | 89.                |
| 7                  | Adrien Petit (FRA)     | 26.                |

| Movistar Team MOV | Movistar Team MOV                | Movistar Team MOV |
| ----------------- | -------------------------------- | ----------------- |
| Nr                | Kolarz                           | Miejsce           |
| 11                | Alejandro Valverde (ESP) (szosa) | 8.                |
| 12                | Imanol Erviti (ESP)              | 43.               |
| 13                | Lluís Mas (ESP)                  | 123.              |
| 14                | Nelson Oliveira (POR)            | 45.               |
| 15                | Jürgen Roelandts (BEL)           | 68.               |
| 16                | Jasha Sütterlin (GER)            | 22.               |
| 17                | Jaime Castrillo (ESP)            | 90.               |

| Deceuninck-Quick Step DQT | Deceuninck-Quick Step DQT   | Deceuninck-Quick Step DQT |
| ------------------------- | --------------------------- | ------------------------- |
| Nr                        | Kolarz                      | Miejsce                   |
| 21                        | Yves Lampaert (BEL) (szosa) | 17.                       |
| 22                        | Philippe Gilbert (BEL)      | DNF                       |
| 23                        | Bob Jungels (LUX) (szosa)   | 16.                       |
| 24                        | Iljo Keisse (BEL)           | 105.                      |
| 25                        | Tim Declercq (BEL)          | 113.                      |
| 26                        | Kasper Asgreen (DEN)        | 2.                        |
| 27                        | Zdeněk Štybar (CZE)         | 36.                       |

| Lotto-Soudal LTS | Lotto-Soudal LTS        | Lotto-Soudal LTS |
| ---------------- | ----------------------- | ---------------- |
| Nr               | Kolarz                  | Miejsce          |
| 31               | Tiesj Benoot (BEL)      | 9.               |
| 32               | Frederik Frison (BEL)   | DNF              |
| 33               | Jens Keukeleire (BEL)   | 12.              |
| 34               | Nikolas Maes (BEL)      | DNF              |
| 35               | Lawrence Naesen (BEL)   | DNF              |
| 36               | Brian van Goethem (NED) | DNF              |
| 37               | Tim Wellens (BEL)       | 34.              |

| Bora-Hansgrohe BOH | Bora-Hansgrohe BOH              | Bora-Hansgrohe BOH |
| ------------------ | ------------------------------- | ------------------ |
| Nr                 | Kolarz                          | Miejsce            |
| 41                 | Peter Sagan (SVK) (szosa)       | 11.                |
| 42                 | Marcus Burghardt (GER)          | 84.                |
| 43                 | Andreas Schillinger (GER)       | DNF                |
| 44                 | Juraj Sagan (SVK)               | 115.               |
| 45                 | Daniel Oss (ITA)                | 49.                |
| 46                 | Lukas Pöstlberger (AUT) (szosa) | 74.                |
| 47                 | Maciej Bodnar (POL)             | 124.               |

| AG2R La Mondiale ALM | AG2R La Mondiale ALM             | AG2R La Mondiale ALM |
| -------------------- | -------------------------------- | -------------------- |
| Nr                   | Kolarz                           | Miejsce              |
| 51                   | Oliver Naesen (BEL)              | 7.                   |
| 52                   | Nico Denz (GER)                  | 122.                 |
| 53                   | Silvan Dillier (SUI)             | 54.                  |
| 54                   | Julien Duval (FRA)               | DNF                  |
| 55                   | Stijn Vandenbergh (BEL)          | 20.                  |
| 56                   | Gediminas Bagdonas (LTU) (szosa) | DNF                  |
| 57                   | Dorian Godon (FRA)               | 86.                  |

| CCC Team CPT | CCC Team CPT                   | CCC Team CPT |
| ------------ | ------------------------------ | ------------ |
| Nr           | Kolarz                         | Miejsce      |
| 61           | Greg Van Avermaet (BEL)        | 10.          |
| 62           | Michael Schär (SUI)            | 66.          |
| 63           | Gijs Van Hoecke (BEL)          | 119.         |
| 64           | Nathan Van Hooydonck (BEL)     | 61.          |
| 65           | Guillaume Van Keirsbulck (BEL) | 73.          |
| 66           | Kamil Gradek (POL)             | DNF          |
| 67           | Łukasz Wiśniowski (POL)        | 71.          |

| EF Education First EF1 | EF Education First EF1    | EF Education First EF1 |
| ---------------------- | ------------------------- | ---------------------- |
| Nr                     | Kolarz                    | Miejsce                |
| 71                     | Sep Vanmarcke (BEL)       | 25.                    |
| 72                     | Matti Breschel (DEN)      | 80.                    |
| 73                     | Sebastian Langeveld (NED) | 15.                    |
| 74                     | Sacha Modolo (ITA)        | DNF                    |
| 75                     | Taylor Phinney (USA)      | DNF                    |
| 76                     | Thomas Scully (NZL)       | 50.                    |
| 77                     | Alberto Bettiol (ITA)     | 1.                     |

| Mitchelton-Scott MTS | Mitchelton-Scott MTS          | Mitchelton-Scott MTS |
| -------------------- | ----------------------------- | -------------------- |
| Nr                   | Kolarz                        | Miejsce              |
| 81                   | Matteo Trentin (ITA) (szosa)  | 21.                  |
| 82                   | Edoardo Affini (ITA)          | DNF                  |
| 83                   | Robert Stannard (AUS)         | DNF                  |
| 84                   | Michael Hepburn (AUS)         | DNF                  |
| 85                   | Christopher Juul-Jensen (DEN) | 96.                  |
| 86                   | Luka Mezgec (SLO)             | 95.                  |
| 87                   | Jack Bauer (NZL)              | 75.                  |

| Astana AST | Astana AST                | Astana AST |
| ---------- | ------------------------- | ---------- |
| Nr         | Kolarz                    | Miejsce    |
| 91         | Davide Ballerini (ITA)    | DNF        |
| 92         | Żandos Biżygitow (KAZ)    | DNF        |
| 93         | Laurens De Vreese (BEL)   | 72.        |
| 94         | Jewgienij Gidicz (KAZ)    | DNF        |
| 95         | Daniił Fominych (KAZ)     | 94.        |
| 96         | Hugo Houle (CAN)          | 85.        |
| 97         | Magnus Cort Nielsen (DEN) | 108.       |

| Bahrain-Merida TBM | Bahrain-Merida TBM        | Bahrain-Merida TBM |
| ------------------ | ------------------------- | ------------------ |
| Nr                 | Kolarz                    | Miejsce            |
| 101                | Heinrich Haussler (AUS)   | 33.                |
| 102                | Iván García Cortina (ESP) | 24.                |
| 103                | Kristijan Koren (SLO)     | 47.                |
| 104                | Matej Mohorič (SLO)       | 41.                |
| 105                | Sonny Colbrelli (ITA)     | 30.                |
| 106                | Marcel Sieberg (GER)      | 63.                |
| 107                | Jan Tratnik (SLO)         | 87.                |

| Groupama-FDJ GFC | Groupama-FDJ GFC               | Groupama-FDJ GFC |
| ---------------- | ------------------------------ | ---------------- |
| Nr               | Kolarz                         | Miejsce          |
| 111              | Arnaud Démare (FRA)            | 28.              |
| 112              | Antoine Duchesne (CAN) (szosa) | 100.             |
| 113              | Jacopo Guarnieri (ITA)         | DNF              |
| 114              | Ignatas Konovalovas (LTU)      | DNF              |
| 115              | Stefan Küng (SUI)              | 44.              |
| 116              | Olivier Le Gac (FRA)           | 64.              |
| 117              | Ramon Sinkeldam (NED)          | 114.             |

| Dimension Data TDD | Dimension Data TDD                | Dimension Data TDD |
| ------------------ | --------------------------------- | ------------------ |
| Nr                 | Kolarz                            | Miejsce            |
| 121                | Edvald Boasson Hagen (NOR)        | 32.                |
| 122                | Lars Bak (DEN)                    | 125.               |
| 123                | Bernhard Eisel (AUT)              | 117.               |
| 124                | Michael Valgren (DEN)             | 102.               |
| 125                | Reinardt Janse van Rensburg (RSA) | 55.                |
| 126                | Jay Robert Thomson (RSA)          | DNF                |
| 127                | Julien Vermote (BEL)              | 52.                |

| Team Jumbo-Visma TJV | Team Jumbo-Visma TJV        | Team Jumbo-Visma TJV |
| -------------------- | --------------------------- | -------------------- |
| Nr                   | Kolarz                      | Miejsce              |
| 131                  | Wout van Aert (BEL)         | 14.                  |
| 132                  | Amund Grøndahl Jansen (NOR) | 99.                  |
| 133                  | Mike Teunissen (NED)        | 31.                  |
| 134                  | Pascal Eenkhoorn (NED)      | 62.                  |
| 135                  | Taco van der Hoorn (NED)    | 59.                  |
| 136                  | Danny van Poppel (NED)      | DNF                  |
| 137                  | Maarten Wynants (BEL)       | 103.                 |

| Katusha-Alpecin TKA | Katusha-Alpecin TKA        | Katusha-Alpecin TKA |
| ------------------- | -------------------------- | ------------------- |
| Nr                  | Kolarz                     | Miejsce             |
| 141                 | Jens Debusschere (BEL)     | 35.                 |
| 142                 | Jenthe Biermans (BEL)      | DNF                 |
| 143                 | Marco Haller (AUT)         | 53.                 |
| 144                 | Reto Hollenstein (SUI)     | 82.                 |
| 145                 | Wiaczesław Kuzniecow (RUS) | 79.                 |
| 146                 | Nils Politt (GER)          | 5.                  |
| 147                 | Rick Zabel (GER)           | DNF                 |

| Team Sky SKY | Team Sky SKY           | Team Sky SKY |
| ------------ | ---------------------- | ------------ |
| Nr           | Kolarz                 | Miejsce      |
| 151          | Gianni Moscon (ITA)    | 42.          |
| 152          | Owain Doull (GBR)      | 83.          |
| 153          | Christian Knees (GER)  | 48.          |
| 154          | Filippo Ganna (ITA)    | 98.          |
| 155          | Luke Rowe (GBR)        | 27.          |
| 156          | Ian Stannard (GBR)     | 76.          |
| 157          | Dylan van Baarle (NED) | 18.          |

| Team Sunweb SUN | Team Sunweb SUN              | Team Sunweb SUN |
| --------------- | ---------------------------- | --------------- |
| Nr              | Kolarz                       | Miejsce         |
| 161             | Michael Matthews (AUS)       | 6.              |
| 162             | Roy Curvers (NED)            | 107.            |
| 163             | Nikias Arndt (GER)           | DNF             |
| 164             | Asbjørn Kragh Andersen (DEN) | DNF             |
| 165             | Søren Kragh Andersen (DEN)   | DNF             |
| 166             | Casper Pedersen (DEN)        | 112.            |
| 167             | Cees Bol (NED)               | DNF             |

| Trek-Segafredo TFS | Trek-Segafredo TFS   | Trek-Segafredo TFS |
| ------------------ | -------------------- | ------------------ |
| Nr                 | Kolarz               | Miejsce            |
| 171                | Jasper Stuyven (BEL) | 19.                |
| 172                | John Degenkolb (GER) | 29.                |
| 173                | Alex Kirsch (LUX)    | 120.               |
| 174                | Kiel Reijnen (USA)   | DNF                |
| 175                | Mads Pedersen (DEN)  | DNF                |
| 176                | Koen de Kort (NED)   | 101.               |
| 177                | Edward Theuns (BEL)  | 57.                |

| UAE Team Emirates UAD | UAE Team Emirates UAD              | UAE Team Emirates UAD |
| --------------------- | ---------------------------------- | --------------------- |
| Nr                    | Kolarz                             | Miejsce               |
| 181                   | Alexander Kristoff (NOR)           | 3.                    |
| 182                   | Fernando Gaviria (COL)             | 78.                   |
| 183                   | Jasper Philipsen (BEL)             | DNF                   |
| 184                   | Vegard Stake Laengen (NOR) (szosa) | 121.                  |
| 185                   | Marco Marcato (ITA)                | 104.                  |
| 186                   | Sven Erik Bystrøm (NOR)            | 38.                   |
| 187                   | Oliviero Troia (ITA)               | DNF                   |

| Cofidis, Solutions Crédits COF | Cofidis, Solutions Crédits COF | Cofidis, Solutions Crédits COF |
| ------------------------------ | ------------------------------ | ------------------------------ |
| Nr                             | Kolarz                         | Miejsce                        |
| 191                            | Filippo Fortin (ITA)           | DNF                            |
| 192                            | Christophe Laporte (FRA)       | DNF                            |
| 193                            | Cyril Lemoine (FRA)            | 92.                            |
| 194                            | Damien Touzé (FRA)             | 106.                           |
| 195                            | Bert Van Lerberghe (BEL)       | 111.                           |
| 196                            | Kenneth Vanbilsen (BEL)        | DNF                            |
| 197                            | Zico Waeytens (BEL)            | DNF                            |

| Corendon-Circus COC | Corendon-Circus COC                | Corendon-Circus COC |
| ------------------- | ---------------------------------- | ------------------- |
| Nr                  | Kolarz                             | Miejsce             |
| 201                 | Mathieu van der Poel (NED) (szosa) | 4.                  |
| 202                 | Stijn Devolder (BEL)               | 51.                 |
| 203                 | Lasse Norman Leth (DEN)            | DNF                 |
| 204                 | Roy Jans (BEL)                     | DNF                 |
| 205                 | Gianni Vermeersch (BEL)            | 69.                 |
| 206                 | Dries De Bondt (BEL)               | DNF                 |
| 207                 | Otto Vergaerde (BEL)               | 91.                 |

| Roompot-Charles ROC | Roompot-Charles ROC       | Roompot-Charles ROC |
| ------------------- | ------------------------- | ------------------- |
| Nr                  | Kolarz                    | Miejsce             |
| 211                 | Lars Boom (NED)           | DNF                 |
| 212                 | Jesper Asselman (NED)     | DNF                 |
| 213                 | Stijn Steels (BEL)        | 110.                |
| 214                 | Sjoerd van Ginneken (NED) | DNF                 |
| 215                 | Boy van Poppel (NED)      | 56.                 |
| 216                 | Senne Leysen (BEL)        | 93.                 |
| 217                 | Pieter Weening (NED)      | 46.                 |

| Sport Vlaanderen-Baloise SVB | Sport Vlaanderen-Baloise SVB | Sport Vlaanderen-Baloise SVB |
| ---------------------------- | ---------------------------- | ---------------------------- |
| Nr                           | Kolarz                       | Miejsce                      |
| 221                          | Piet Allegaert (BEL)         | 60.                          |
| 222                          | Thomas Sprengers (BEL)       | 67.                          |
| 223                          | Benjamin Declercq (BEL)      | 109.                         |
| 224                          | Dries Van Gestel (BEL)       | 13.                          |
| 225                          | Edward Planckaert (BEL)      | 118.                         |
| 226                          | Kenneth Van Rooy (BEL)       | DNF                          |
| 227                          | Jordi Warlop (BEL)           | 116.                         |

| Vital Concept-B&B Hotels VCB | Vital Concept-B&B Hotels VCB | Vital Concept-B&B Hotels VCB |
| ---------------------------- | ---------------------------- | ---------------------------- |
| Nr                           | Kolarz                       | Miejsce                      |
| 231                          | Kris Boeckmans (BEL)         | DNF                          |
| 232                          | Bert De Backer (BEL)         | 70.                          |
| 233                          | Adrien Garel (FRA)           | DNF                          |
| 234                          | Julien Morice (FRA)          | DNF                          |
| 235                          | Jérémy Lecroq (FRA)          | DNF                          |
| 236                          | Jimmy Turgis (FRA)           | 81.                          |
| 237                          | Jonas Van Genechten (BEL)    | 88.                          |

| Wanty-Gobert WGG | Wanty-Gobert WGG        | Wanty-Gobert WGG |
| ---------------- | ----------------------- | ---------------- |
| Nr               | Kolarz                  | Miejsce          |
| 241              | Frederik Backaert (BEL) | 65.              |
| 242              | Aimé De Gendt (BEL)     | 37.              |
| 243              | Tom Devriendt (BEL)     | DNF              |
| 244              | Andrea Pasqualon (ITA)  | 58.              |
| 245              | Xandro Meurisse (BEL)   | 77.              |
| 246              | Ludwig De Winter (BEL)  | DNF              |
| 247              | Loïc Vliegen (BEL)      | 39.              |

## Klasyfikacja generalna
| \| Klasyfikacja generalna \| Klasyfikacja generalna \| Klasyfikacja generalna \| Klasyfikacja generalna \| Klasyfikacja generalna \| \| Kolarz \| Kolarz \| Państwo \| Drużyna \| Czas \| \| ---------------------- \| ---------------------- \| ---------------------- \| ------------------------ \| ---------------------- \| \| 1. \| Alberto Bettiol \| Włochy \| EF Education First \| 6h 18' 49" \| \| 2. \| Kasper Asgreen \| Dania \| Deceuninck-Quick Step \| + 14" \| \| 3. \| Alexander Kristoff \| Norwegia \| UAE Team Emirates \| + 17" \| \| 4. \| Mathieu van der Poel \| Holandia \| Corendon-Circus \| + 17" \| \| 5. \| Nils Politt \| Niemcy \| Katusha-Alpecin \| + 17" \| \| 6. \| Michael Matthews \| Australia \| Team Sunweb \| + 17" \| \| 7. \| Oliver Naesen \| Belgia \| AG2R La Mondiale \| + 17" \| \| 8. \| Alejandro Valverde \| Hiszpania \| Movistar Team \| + 17" \| \| 9. \| Tiesj Benoot \| Belgia \| Lotto-Soudal \| + 17" \| \| 10. \| Greg Van Avermaet \| Belgia \| CCC Team \| + 17" \| \| 11. \| Peter Sagan \| Słowacja \| Bora-Hansgrohe \| + 17" \| \| 12. \| Jens Keukeleire \| Belgia \| Lotto-Soudal \| + 17" \| \| 13. \| Dries Van Gestel \| Belgia \| Sport Vlaanderen-Baloise \| + 17" \| \| 14. \| Wout van Aert \| Belgia \| Team Jumbo-Visma \| + 17" \| \| 15. \| Sebastian Langeveld \| Holandia \| EF Education First \| + 17" \| \| 16. \| Bob Jungels \| Luksemburg \| Deceuninck-Quick Step \| + 17" \| \| 17. \| Yves Lampaert \| Belgia \| Deceuninck-Quick Step \| + 17" \| \| 18. \| Dylan van Baarle \| Holandia \| Team Sky \| + 24" \| \| 19. \| Jasper Stuyven \| Belgia \| Trek-Segafredo \| + 1' 19" \| \| 20. \| Stijn Vandenbergh \| Belgia \| AG2R La Mondiale \| + 1' 58" \| |                      |            |                          |            |
| |                      |            |                          |            |
| Źródło: ProCyclingStats |                      |            |                          |            |
| Klasyfikacja generalna |                      |            |                          |            |
| Kolarz | Kolarz               | Państwo    | Drużyna                  | Czas       |
| 1. | Alberto Bettiol      | Włochy     | EF Education First       | 6h 18' 49" |
| 2. | Kasper Asgreen       | Dania      | Deceuninck-Quick Step    | + 14"      |
| 3. | Alexander Kristoff   | Norwegia   | UAE Team Emirates        | + 17"      |
| 4. | Mathieu van der Poel | Holandia   | Corendon-Circus          | + 17"      |
| 5. | Nils Politt          | Niemcy     | Katusha-Alpecin          | + 17"      |
| 6. | Michael Matthews     | Australia  | Team Sunweb              | + 17"      |
| 7. | Oliver Naesen        | Belgia     | AG2R La Mondiale         | + 17"      |
| 8. | Alejandro Valverde   | Hiszpania  | Movistar Team            | + 17"      |
| 9. | Tiesj Benoot         | Belgia     | Lotto-Soudal             | + 17"      |
| 10. | Greg Van Avermaet    | Belgia     | CCC Team                 | + 17"      |
| 11. | Peter Sagan          | Słowacja   | Bora-Hansgrohe           | + 17"      |
| 12. | Jens Keukeleire      | Belgia     | Lotto-Soudal             | + 17"      |
| 13. | Dries Van Gestel     | Belgia     | Sport Vlaanderen-Baloise | + 17"      |
| 14. | Wout van Aert        | Belgia     | Team Jumbo-Visma         | + 17"      |
| 15. | Sebastian Langeveld  | Holandia   | EF Education First       | + 17"      |
| 16. | Bob Jungels          | Luksemburg | Deceuninck-Quick Step    | + 17"      |
| 17. | Yves Lampaert        | Belgia     | Deceuninck-Quick Step    | + 17"      |
| 18. | Dylan van Baarle     | Holandia   | Team Sky                 | + 24"      |
| 19. | Jasper Stuyven       | Belgia     | Trek-Segafredo           | + 1' 19"   |
| 20. | Stijn Vandenbergh    | Belgia     | AG2R La Mondiale         | + 1' 58"   |